# Dinara (vrh)
Dinara (narodni naziv: Sinjal), najviši planinski vrh u Republici Hrvatskoj i jedan od najviših vrhova planine Dinare. Nalazi se na nadmorskoj visini od 1831 metara. Nalazi se u jugoistočnom dijelu Hrvatske na teritoriju Šibensko-kninske županije, 15 kilometara sjeveroistočno od grada Knina, a na jugoistoku uz granicu s Bosnom i Hercegovinom. Sam vrh sastoji se od nekoliko kamenih vršaka obraslih klekovinom. Na jednom vršku orijentiranom prema Perućkom jezeru stoji geodetski stup, a na drugome križ.
9. listopada 2020. je na Sinjalu postavljena automatska meteorološka postaja.

## Vanjske poveznice
|  | Zajednički poslužitelj ima još gradiva o temi Dinara |

- na stranicama Hrvatskog planinarskog saveza
- Dinara na SummitPost-u (engl.)